# Estado ligado
En física cuántica, un estado ligado es un estado cuántico en el que una partícula está sometida a una energía potencial de tal naturaleza que la partícula tiende a quedarse en una o varias regiones del espacio. La energía puede ser externa o puede ser el resultado de la presencia de otra partícula; en este último caso, se puede definir de forma similar un estado ligado como aquel estado que representa a dos o más partículas cuya energía de interacción supera la energía total de cada partícula por separado. Una de las consecuencias es que, con una energía potencial que desaparezca en el infinito, todos los estados de energía negativa deben estar ligados. En general, el espectro energético del conjunto de estados ligados es discontinuo, a diferencia de las partículas libres, que tienen un espectro continuo.
Aunque no son estados ligados propiamente dichos, los estados metaestables con una energía de interacción neta positiva, pero con un tiempo de decaimiento largo, suelen considerarse también estados ligados inestables y se les denomina "estados cuasiligados". Algunos ejemplos son los radioisótopos y los electrones.
En la teoría cuántica de campos, un estado ligado estable de n partículas con masas {\displaystyle \{m_{k}\}_{k=1}^{n}} corresponde a un polo de la matriz S con una energía del centro de masa inferior a {\displaystyle \textstyle \sum _{k}m_{k}}. Un estado ligado inestable se presenta en forma de un polo con una energía de centro de masa muy compleja.

## Ejemplos

Visión general de las distintas familias de partículas elementales y compuestas, y de las teorías que describen sus interacciones.

- Un protón y un electrón pueden moverse por separado; cuando lo hacen, la energía del centro de masa total es positiva, y ese par de partículas puede definirse como un átomo ionizado. Cuando el electrón empieza a «orbitar» alrededor del protón, la energía se vuelve negativa y se forma un estado ligado, es decir, el átomo de hidrógeno. Sólo el estado ligado de menor energía, el estado fundamental, es estable. Los demás estados excitados son inestables y se transformarán en estados ligados estables (pero no en otros inestables) de menor energía con la emisión de fotones.

- Un «átomo» de positronio es un estado ligado inestable de un electrón y un positrón. Se desintegra en fotones.
- Todo estado del oscilador armónico cuántico está ligado, pero tiene energía positiva. Observe que {\displaystyle \lim _{x\to \pm \infty }{V_{\text{QHO}}(x)}=\infty } , por lo que no se aplica lo expuesto aquí.
- Un núcleo es un estado ligado de protones y neutrones (nucleones).
- El propio protón es un estado ligado compuesto por tres cuarks (dos arriba y uno abajo; uno rojo, uno verde y uno azul). Sin embargo, a diferencia del átomo de hidrógeno, los cuarks individuales nunca están aislados. Véase confinamiento del color.
- Los modelos de Hubbard y Jaynes-Cummings-Hubbard (JCH) admiten estados ligados muy similares. En el modelo de Hubbard, dos átomos bosónicos que se repelen pueden formar un par ligado en una red óptica.[2][3][4] El Hamiltoniano JCH también admite estados ligados de dos polaritones cuando la interacción fotón-átomo es lo suficientemente fuerte.[5]

## Definición
Supongamos que H es un espacio de Hilbert complejo y divisible, que {\displaystyle U=\lbrace U(t)\mid t\in \mathbb {R} \rbrace } sea un grupo de operadores unidimensionales con un parámetro sobre H y que {\displaystyle \rho =\rho (t_{0})} sea un operador de estadística sobre H. Supongamos que A es un observable sobre H y que {\displaystyle \mu (A,\rho )} sea la distribución inducida de probabilidades de A con respecto a ρ en el σ-álgebra de Borel de {\displaystyle \mathbb {R} }. En ese caso, la evolución de ρ provocada por U está ligada en función de A si {\displaystyle \lim _{R\rightarrow \infty }{\sup _{t\geq t_{0}}{\mu (A,\rho (t))(\mathbb {R} _{>R})}}=0}, donde {\displaystyle \mathbb {R} _{>R}=\lbrace x\in \mathbb {R} \mid x>R\rbrace }.
De manera más informal, un estado ligado se encuentra dentro de una parte ligada del espectro de A. Un ejemplo concreto: supongamos que {\displaystyle H=L^{2}(\mathbb {R} )} y A sean la posición. Teniendo un soporte sólido {\displaystyle \rho =\rho (0)\in H} y {\displaystyle [-1,1]\subseteq \mathrm {Supp} (\rho )}.
- Si la evolución del estado de ρ "mueve constantemente el paquete de ondas hacia la derecha", es decir, si {\displaystyle [t-1,t+1]\in \mathrm {Supp} (\rho (t))} para todos {\displaystyle t\geq 0} , entonces ρ no es un estado ligado con respecto a la posición.
- Si ρ no cambia en el tiempo, es decir {\displaystyle \rho (t)=\rho } para todos {\displaystyle t\geq 0}, entonces ρ está ligado con respecto a la posición.
- En términos más generales: Si la evolución del estado de ρ "sólo mueve ρ dentro de un dominio ligado", entonces ρ está ligado con respecto a la posición.

## Propiedades
Supongamos que A tiene un codominio de espacio-medida {\displaystyle (X;\mu )}. Una partícula cuántica está en estado ligado si nunca se encuentra "demasiado lejos de ninguna región finita R ⊆ X ". Por ejemplo, usando una representación de la función de onda:
{\displaystyle {\begin{aligned}0&=\lim _{R\to \infty }{\mathbb {P} ({\text{particle measured inside }}X\setminus R)}\\&=\lim _{R\to \infty }{\int _{X\setminus R}|\psi (x)|^{2}\,d\mu (x)}\end{aligned}}}Por lo tanto, {\textstyle \int _{X}{|\psi (x)|^{2}\,d\mu (x)}} es finito. En otras palabras, un estado es un estado ligado sólo si es finitamente normalizable.
Como los estados finitamente normalizables deben encontrarse en la parte discontinua del espectro, es necesario que los estados ligados se encuentren también en la parte discontinua. Sin embargo, como señalaron Neumann y Wigner, un estado ligado puede tener su energía situada en el espectro continuo. En ese caso, los estados ligados siguen formando parte de la parte discontinua del espectro, pero aparecen como masas de Dirac en la medida espectral.

### Estados ligados a la posición
Consideremos la ecuación de Schrödinger de una partícula. Si un estado tiene energía {\textstyle E<\max {\left(\lim _{x\to \infty }{V(x)},\lim _{x\to -\infty }{V(x)}\right)}}, entonces la función de onda ψ satisface, para un valor cualquiera de {\displaystyle X>0}
{\displaystyle {\frac {\psi ^{\prime \prime }}{\psi }}={\frac {2m}{\hbar ^{2}}}(V(x)-E)>0{\text{ for }}x>X}
de modo que ψ se reprime exponencialmente en x grande. Por lo tanto, los estados de energía negativos están ligados si V desaparece en el infinito.

## Requisitos
Un bosón con masa mχ que actúa como mediador de una combinación débilmente ligada produce un potencial de interacción similar al de Yukawa,
{\displaystyle V(r)=\pm {\frac {\alpha _{\chi }}{r}}e^{-{\frac {r}{\lambda \!\!\!{\frac {}{\ }}_{\chi }}}}},
donde en {\displaystyle \alpha _{\chi }=g^{2}/4\pi }, la g es la constante gauge, y ƛi = ℏmic es la longitud de onda Compton reducida. Un bosón escalar produce un potencial de atracción universal, mientras que un vector atrae las partículas a las antipartículas pero repele los pares semejantes. Para dos partículas de masa m1 y m2, el radio de Bohr del sistema se convierte en
{\displaystyle a_{0}={\frac {{\lambda \!\!\!^{{}^{\underline {\ \ }}}}_{1}+{\lambda \!\!\!^{{}^{\underline {\ \ }}}}_{2}}{\alpha _{\chi }}}}
y da como resultado el número adimensional
{\displaystyle D={\frac {{\lambda \!\!\!^{{}^{\underline {\ \ }}}}_{\chi }}{a_{0}}}=\alpha _{\chi }{\frac {{\lambda \!\!\!^{{}^{\underline {\ \ }}}}_{\chi }}{{\lambda \!\!\!^{{}^{\underline {\ \ }}}}_{1}+{\lambda \!\!\!^{{}^{\underline {\ \ }}}}_{2}}}=\alpha _{\chi }{\frac {m_{1}+m_{2}}{m_{\chi }}}}
Para que exista el primer estado ligado, {\displaystyle D\gtrsim 0.8}. Como el fotón no tiene masa, D es infinito en el electromagnetismo. Para la interacción débil, la masa del bosón Z es de 91,1876 ± 0,0021 GeV/c2, lo que impide la formación de estados ligados entre la mayoría de las partículas, ya que es 97,2 veces la masa del protón y 178.000 veces la masa del electrón.
Nótese, sin embargo, que si la interacción de Higgs no rompiera la simetría electromagnética en la escala electrodébil, entonces la interacción débil SU(2) se convertiría en un confinador.